# Mandevilla guerrerensis
Mandevilla guerrerensis är en oleanderväxtart som beskrevs av Lozada-pérez och Diego. Mandevilla guerrerensis ingår i släktet Mandevilla och familjen oleanderväxter. Inga underarter finns listade i Catalogue of Life.